# Северный Йемен на Арабских играх
Северный Йемен принимал участие в Арабских (Панарабских) играх только один раз, на Играх 1985 года. На следующих играх спортсмены выступали в команде Йемена.
Спортивная делегация Северного Йемена завоевала всего 2 медали, из них 1 золотую, в медальном зачёте занимают 21-е место.

## Медальный зачёт
| Игры       | Золото | Серебро | Бронза | Всего | Место |
| Рабат 1985 | 1      | 0       | 1      | 2     | 12    |
| Всего      | 1      | 0       | 1      | 2     | 21    |